# São Francisco (rivier)
De São Francisco (Portugees: Rio São Francisco) is een rivier die verschillende klimaten en regio's van Brazilië verbindt. Het is de langste rivier die in haar geheel binnen Brazilië stroomt. Vanaf haar bronnen in de Serra da Canastra in Minas Gerais tot haar monding op de grens tussen de staten Sergipe en Alagoas, doorloopt zij 2830 km. De rivier draineert een oppervlak van 641.000 km².
De Oude Vriend (Velho Chico), zoals de rivier ook wel liefkozend wordt genoemd, stroomt door de staten Minas Gerais, Bahia, Pernambuco, Sergipe en Alagoas. Haar hydrografisch bekken bestaat ook deels uit de staat Goiás en het Federaal District.
De São Francisco wordt ook wel de Rivier van nationale integratie genoemd omdat ze in Brazilië de verbindingsweg is tussen het zuidoosten met het midwesten en het noordoosten. Vóór de kolonisatie werd zij door de indianen Opará genoemd. De rivier werd ontdekt op 4 oktober 1501 door de Florentijnse ontdekkingsreiziger Amerigo Vespucci, die haar vernoemde naar Franciscus van Assissi, wiens feestdag op 4 oktober valt.

## Stroomgebied
De rivier ontspringt in de staat Minas Gerais (MG) op een hoogte van 1200 meter, stroomt door de staat Bahia (BA), buigt af naar het oosten, vormt een tijd de grens tussen de staten Bahia en Pernambuco (PE) en vervolgens ook tussen de staten Alagoas en Sergipe. Uiteindelijk mondt ze uit in de Atlantische Oceaan.
De rivier stroomt door een dunbevolkt gebied. Er bevinden zich slechts enkele middelgrote steden langs de rivier: Pirapora, São Francisco, Januária, Bom Jesus da Lapa, de tweelingsteden Petrolina en Juazeiro en Paulo Afonso.
Ze is gedeeltelijk bevaarbaar. Er bevinden zich immers drie stuwdammen in de benedenloop. Een ervan vormt het immense Sobradinhostuwmeer, 314 kilometer lang en met een oppervlakte van 4214 km² ooit het grootste aangelegde meer in de wereld.
De volle lengte van de rivier, die door vijf staten loopt, laat zich verdelen in vier trajecten:
1. het hoge deel van de São Francisco, vanaf de bron tot Pirapora, in de staat Minas Gerais
2. het middendeel, vanaf Pirapora, waar het bevaarbare traject begint, tot Remanso in de staat Bahia, eindigend met de Sobradinhodam.
3. het lager-middendeel van Remanso tot Paulo Afonso, ook in Bahia, eindigend met de Itaparica-stuwdam
4. het lage deel, van de Paulo Afonso-stuwdam tot aan de monding in de Atlantische Oceaan.

## Zijrivieren
De São Francisco ontvangt water van 168 rivieren en stroompjes, hiervan komen er 90 van rechts en 78 van links. Het debiet van het São Franciscobekken hangt sterk af van neerslag op de cerrado's van Centraal-Brazilië en in Minas Gerais en op de grote variatie in watertoevoer van haar zijrivieren wegens de grote klimaatverschillen tussen de gedraineerde gebieden.
De voornaamste zijrivieren zijn:
- Paraopeba
- Abaeté
- Das Velhas
- Jequita
- Paracatu
- Urucuia
- Verde Grande
- Carinhanha
- Corente
- Rio Grande (São Francisco)

## De regenval
De neerslag in het São Franciscobekken varieert van de bron tot aan de monding. De gemiddelde jaarlijkse regenval gaat van 1500 mm in het gebied van de Serra da Canastra tot 350 mm in het halfdroge noordoosten. De verdampingscijfers stijgen met de afstand tot de bronnen, van 500 mm jaarlijks bij de bronnen tot 2200 mm jaarlijks in Petrolina.

## De regulering van de waterstroming

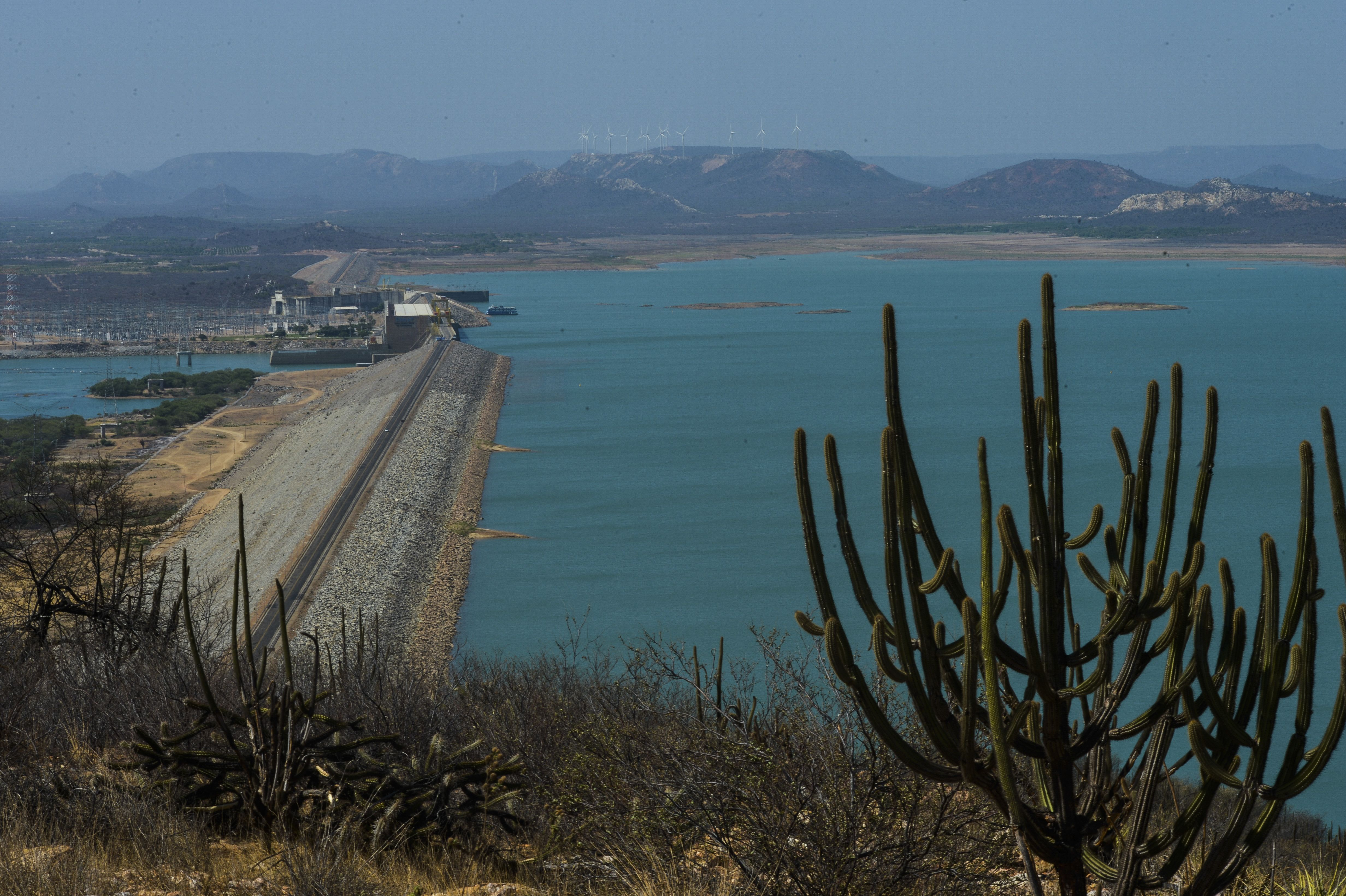
Zicht op de Sobradinhodam

Ofschoon het grootste volume water verstrekt wordt door de cerrado's van Centraal-Brazilië en de staat Minas Gerais, is het de stuwdam Sobradinho die de regelmaat van de afgifte van de São Francisco garandeert, zelfs gedurende het droge seizoen dat duurt van mei tot oktober. Deze dam, die wel de long van de rivier genoemd wordt, werd ontworpen om een gereguleerde en continue wateraanvoer te garanderen ten behoeve van de Companhia Hidrelétrica do São Francisco (Chesf) en van de inwoners van de steden Paulo Afonso, Itaparica, Moxotó, Xingó en Sobradinho, hetgeen ook is gerealiseerd.
In de rivier staan vijf hydro-elektrische centrales. In feite gaat 95% van het gemiddeld volume water afgegeven door de Sobradinhodam (1850 m3/sec) naar de oceaan en er wordt slechts 5% gebruikt voor irrigatie en voor de drinkwatervoorziening. In regenachtige jaren stijgt de afgifte van de Sobradinhodam tot 15.000 m3/sec waarvan het surplus dus verdwijnt in de oceaan.
De irrigatie van de vallei van de São Francisco, in het bijzonder het semi-aride deel, is een dynamische sociale activiteit met economische dynamiek, die werkgelegenheid en inkomen genereert voor de bewoners en bovendien vreemde valuta voor het land. Het fruit wordt geëxporteerd naar de Verenigde Staten en Europa. Het geïrrigeerde areaal kan vergroot worden tot nogmaals 800.000 hectare mede door privé-initiatieven.

## Scheepvaart
De São Francisco is op natuurlijke wijze bevaarbaar tussen Pirapora MG en de tweelingsteden Petrolina PE/Juazeiro BA, gedurende het gehele jaar, met variaties in diepgang afhankelijk van de regenval. Deze bevaarbaarheid is wel van belang omdat beide eindpunten bijzonder goed zijn verbonden met het spoor en het wegennet.
Vanwege de verscheidenheid aan fysische karakteristieken over de lengte van het bevaarbare traject, laat het traject Pirapora MG tot Petrolina PE/Juazeiro BA zich verder verdelen in drie subtrajecten:
1. Pirapora MG tot Pilao-Arcado Velho BA. Dit subtraject is 1015 km lang. Tussen droge en natte perioden kan het niveauverschil tot 6 m oplopen.
2. Pilao-Arcado Velho BA tot de Sobradinhodam BA. Dit subtraject bestaat uit het stuwmeer van Sobradinho met een oppervlakte van 4214 km² en met een lengte van 314 km met bevaarbaarheid op het meer met ruime diepang.
3. Stuwdam van Sobradinho BA tot Petrolina PE/Juazeiro BA. Dit traject heeft een lengte van 42 km met een breedte van 300 tot 800 m met een gegarandeerde diepgang van 2 m, vanwege het in stand houden van een debiet van 1500 m3/sec.

Het programma voor revitalisatie van de rivier, dat reeds gestart is, omvat diverse verbetering voor de scheepvaart. Dit zal moeten leiden tot een optimalisatie van het transport van akkerbouwproducten (sojabonen, katoen en maïs hoofdzakelijk) naar het westen van Bahia, de haven van Juazeiro (BA), en van daaruit per trein naar de grootste noordoostelijke haven.